# Степан Байбуза
Степан Байбуза, деколи Стефан Байбуза (нар. не пізніше 1648 року — пом. — ?) — наказний уманський полковник (липень 1648 — лютий 1649 років), сотник Брацлавського полку, шляхтич з роду Байбузів.
Провідник селянського повстання на Брацлавщині. В 1649 році був козаком Жаботинської сотні Чигиринського полку.